# Liste der Hochkönige von Irland
Gemäß der historischen Tradition des Mittelalters wurde Irland seit dem Altertum  durch einen Ard Rí (irisch für Hochkönig) regiert. Die moderne Forschung stellt klar, dass dieser Titel in den meisten Fällen lediglich eine Anmaßung ohne faktische Gewalt über ganz Irland war und die Liste bis ins 5. Jahrhundert als rein legendär zu betrachten ist. Die Hochkönige der traditionellen Liste bleiben auch für das Frühmittelalter bis ins 9. Jahrhundert historisch wenig fassbar.
Die im Buch der Landnahmen Irlands genannten Geschlechter der Firbolg, Túatha Dé Danann und Milesier  sind als rein mythologisch einzustufen.

## Hochkönige in vorchristlicher Zeit

### Firbolg
| Name des Herrschers | AFM               | FFE               |
| --- | ----------------- | ----------------- |
| AFM: Chronologie basierend auf den Annalen der vier Meister (Annals of the Four Masters). FFE: Chronologie basierend auf den Angaben im Foras feasa ar Éirinn (Geschichte Irlands von Geoffrey Keating). |                   |                   |
| Hochkönige der Dynastie Firbolg | 1934–1897 v. Chr. | 1514–1477 v. Chr. |
| Sláine | 1934–1933 v. Chr. | 1514–1513 v. Chr. |
| Rudraige | 1933–1931 v. Chr. | 1513–1511 v. Chr. |
| Gann und Genann | 1931–1927 v. Chr. | 1511–1507 v. Chr. |
| Sengann | 1927–1922 v. Chr. | 1507–1502 v. Chr. |
| Fiacha Cennfinnán | 1922–1917 v. Chr. | 1502–1497 v. Chr. |
| Rinnal | 1917–1911 v. Chr. | 1497–1491 v. Chr. |
| Fodbgen | 1911–1907 v. Chr. | 1491–1487 v. Chr. |
| Eochaid mac Eirc | 1907–1897 v. Chr. | 1487–1477 v. Chr. |

### Tuatha Dé Danann
| Hochkönige der Dynastie Túatha Dé Danann | 1897–1700 v. Chr. | 1477–1287 v. Chr. |
| ---------------------------------------- | ----------------- | ----------------- |
| Bres                                     | 1897–1890 v. Chr. | 1477–1470 v. Chr. |
| Nuada                                    | 1890–1870 v. Chr. | 1470–1447 v. Chr. |
| Lugh                                     | 1870–1830 v. Chr. | 1447–1407 v. Chr. |
| Eochaid Ollathair                        | 1830–1750 v. Chr. | 1407–1337 v. Chr. |
| Delbáeth                                 | 1750–1740 v. Chr. | 1337–1327 v. Chr. |
| Fiachna                                  | 1740–1730 v. Chr. | 1327–1317 v. Chr. |
| Mac Cuill, Mac Cecht und Mac Greine      | 1730–1700 v. Chr. | 1317–1287 v. Chr. |

### Milesier
| Hochkönige der Dynastie Milesier         | 1700 v. Chr.–76 n. Chr. | 1287 v. Chr.–80 n. Chr. |
| ---------------------------------------- | ----------------------- | ----------------------- |
| Eber Finn und Érimón                     | 1700 v. Chr.            | 1287–1286 v. Chr.       |
| Érimón                                   | 1700–1684 v. Chr.       | 1286–1272 v. Chr.       |
| Muimne, Luigne und Laigne                | 1684–1681 v. Chr.       | 1272–1269 v. Chr.       |
| Ér, Orba, Ferón und Fergna               | 1681 v. Chr.            | 1269 v. Chr.            |
| Íriel Fáid                               | 1681–1671 v. Chr.       | 1269–1259 v. Chr.       |
| Ethriel                                  | 1671–1651 v. Chr.       | 1259–1239 v. Chr.       |
| Conmáel                                  | 1651–1621 v. Chr.       | 1239–1209 v. Chr.       |
| Tigernmas                                | 1621–1544 v. Chr.       | 1209–1159 v. Chr.       |
| Interregnum                              | 1544–1537 v. Chr.       |                         |
| Eochaid Étgudach                         | 1537–1533 v. Chr.       | 1159–1155 v. Chr.       |
| Cermna Finn und Sobairce                 | 1533–1493 v. Chr.       | 1155–1115 v. Chr.       |
| Eochaid Faebar Glas                      | 1493–1473 v. Chr.       | 1115–1095 v. Chr.       |
| Fiachu Labrainne                         | 1473–1449 v. Chr.       | 1095–1071 v. Chr.       |
| Eochaid Mumo                             | 1449–1428 v. Chr.       | 1071–1050 v. Chr.       |
| Óengus Olmucaid                          | 1428–1410 v. Chr.       | 1050–1032 v. Chr.       |
| Énna Airgdech                            | 1410–1383 v. Chr.       | 1032–1005 v. Chr.       |
| Rothechtaid mac Main                     | 1383–1358 v. Chr.       | 1005–980 v. Chr.        |
| Sedna mac Airt                           | 1358–1353 v. Chr.       | 980–975 v. Chr.         |
| Fíachu Fínscothach                       | 1353–1333 v. Chr.       | 975–955 v. Chr.         |
| Muineamón                                | 1333–1328 v. Chr.       | 955–950 v. Chr.         |
| Faildergdóit                             | 1328–1318 v. Chr.       | 950–943 v. Chr.         |
| Ollom Fotla                              | 1318–1278 v. Chr.       | 943–913 v. Chr.         |
| Fínnachta                                | 1278–1258 v. Chr.       | 913–895 v. Chr.         |
| Slánoll                                  | 1257–1241 v. Chr.       | 895–880 v. Chr.         |
| Géde Ollgothach                          | 1241–1231 v. Chr.       | 880–863 v. Chr.         |
| Fíachu Findoilches                       | 1231–1209 v. Chr.       | 863–833 v. Chr.         |
| Berngal                                  | 1209–1197 v. Chr.       | 833–831 v. Chr.         |
| Ailill mac Slánuill                      | 1197–1181 v. Chr.       | 831–815 v. Chr.         |
| Sírna Sáeglach                           | 1181–1031 v. Chr.       | 814–794 v. Chr.         |
| Rothechtaid Rotha                        | 1031–1024 v. Chr.       | 794–787 v. Chr.         |
| Elim Olfínechta                          | 1024–1023 v. Chr.       | 787–786 v. Chr.         |
| Gíallchad                                | 1023–1014 v. Chr.       | 786–777 v. Chr.         |
| Art Imlech                               | 1014–1002 v. Chr.       | 777–755 v. Chr.         |
| Nuadu Finn Fáil                          | 1002–962 v. Chr.        | 755–735 v. Chr.         |
| Bres Rí                                  | 962–953 v. Chr.         | 735–726 v. Chr.         |
| Eochaid Apthach                          | 953–952 v. Chr.         | 726–725 v. Chr.         |
| Finn mac Blatha                          | 952–930 v. Chr.         | 725–705 v. Chr.         |
| Sétna Innarraid                          | 930–910 v. Chr.         | 705–685 v. Chr.         |
| Siomón Brecc                             | 910–904 v. Chr.         | 685–679 v. Chr.         |
| Dui Finn                                 | 904–894 v. Chr.         | 679–674 v. Chr.         |
| Muiredach Bolgrach                       | 894–893 v. Chr.         | 674–670 v. Chr.         |
| Énna Derg                                | 893–881 v. Chr.         | 670–658 v. Chr.         |
| Lugaid Íardonn                           | 881–872 v. Chr.         | 658–649 v. Chr.         |
| Sírlám                                   | 872–856 v. Chr.         | 649–633 v. Chr.         |
| Eochaid Uaircheas                        | 856–844 v. Chr.         | 633–621 v. Chr.         |
| Eochaid Fíadmuine und Conaing Bececlach  | 844–839 v. Chr.         | 621–616 v. Chr.         |
| Lugaid Lámderg                           | 839–832 v. Chr.         | 616–609 v. Chr.         |
| Conaing Bececlach                        | 832–812 v. Chr.         | 609–599 v. Chr.         |
| Art mac Lugdach                          | 812–806 v. Chr.         | 599–593 v. Chr.         |
| Fíachu Tolgrach                          | 806–796 v. Chr.         | 593–586 v. Chr.         |
| Ailill Finn                              | 796–785 v. Chr.         | 586–577 v. Chr.         |
| Eochaid mac Ailella                      | 785–778 v. Chr.         | 577–570 v. Chr.         |
| Airgetmar                                | 778–748 v. Chr.         | 570–547 v. Chr.         |
| Dui Ladrach                              | 748–738 v. Chr.         | 547–537 v. Chr.         |
| Lugaid Laigdech                          | 738–731 v. Chr.         | 537–530 v. Chr.         |
| Áed Ruad                                 | 731–724 v. Chr.         | 530–509 v. Chr.         |
| Díthorba                                 | 724–717 v. Chr.         | 509–488 v. Chr.         |
| Cimbáeth                                 | 717–710 v. Chr.         | 488–468 v. Chr.         |
| Áed Ruad (2. Mal)                        | 710–703 v. Chr.         |                         |
| Díthorba (2. Mal)                        | 703–696 v. Chr.         |                         |
| Cimbáeth (2. Mal)                        | 696–689 v. Chr.         |                         |
| Áed Ruad (3. Mal)                        | 689–682 v. Chr.         |                         |
| Díthorba (3. Mal)                        | 682–675 v. Chr.         |                         |
| Cimbáeth (3. Mal)                        | 675–668 v. Chr.         |                         |
| Cimbáeth und Königin Macha               | 668–661 v. Chr.         |                         |
| Königin Macha                            | 661–654 v. Chr.         | 468–461 v. Chr.         |
| Rechtaid Rígderg                         | 654–634 v. Chr.         | 461–441 v. Chr.         |
| Úgaine Mor                               | 634–594 v. Chr.         | 441–411 v. Chr.         |
| Bodbchad                                 | 594 v. Chr.             | 411 v. Chr.             |
| Lóegaire Lorc                            | 594–592 v. Chr.         | 411–409 v. Chr.         |
| Cobthach Cóel Breg                       | 592–542 v. Chr.         | 409–379 v. Chr.         |
| Labraid Moen                             | 542–523 v. Chr.         | 379–369 v. Chr.         |
| Meilge Molbthach                         | 523–506 v. Chr.         | 369–362 v. Chr.         |
| Mug Corb                                 | 506–499 v. Chr.         | 362–355 v. Chr.         |
| Óengus Ollom                             | 499–481 v. Chr.         | 355–337 v. Chr.         |
| Irereo                                   | 481–474 v. Chr.         | 337–330 v. Chr.         |
| Fer Corb                                 | 474–463 v. Chr.         | 330–319 v. Chr.         |
| Connla Cáem                              | 463–443 v. Chr.         | 319–315 v. Chr.         |
| Ailill Caisfiaclach                      | 443–418 v. Chr.         | 315–290 v. Chr.         |
| Adamair                                  | 418–414 v. Chr.         | 290–285 v. Chr.         |
| Eochaid Ailtleathan                      | 414–396 v. Chr.         | 285–274 v. Chr.         |
| Fergus Fortamail                         | 396–385 v. Chr.         | 274–262 v. Chr.         |
| Óengus Tuirmech Temrach                  | 385–326 v. Chr.         | 262–232 v. Chr.         |
| Conall Collamrach                        | 326–320 v. Chr.         | 232–226 v. Chr.         |
| Nia Segamain                             | 320–313 v. Chr.         | 226–219 v. Chr.         |
| Énna Aignech                             | 313–293 v. Chr.         | 219–191 v. Chr.         |
| Crimthann Coscrach                       | 293–289 v. Chr.         | 191–184 v. Chr.         |
| Rudraige mac Sithrigi                    | 289–219 v. Chr.         | 184–154 v. Chr.         |
| Finnat Már                               | 219–210 v. Chr.         | 154–151 v. Chr.         |
| Bresal Bó-Díbad                          | 210–199 v. Chr.         | 151–140 v. Chr.         |
| Lugaid Luaigne                           | 199–184 v. Chr.         | 140–135 v. Chr.         |
| Congal Cláiringnech                      | 184–169 v. Chr.         | 135–120 v. Chr.         |
| Dui Dallta Dedad                         | 169–159 v. Chr.         | 120–110 v. Chr.         |
| Fachtna Fáthach                          | 159–143 v. Chr.         | 110–94 v. Chr.          |
| Eochaid Fedlech (Vater der Königin Medb) | 143–131 v. Chr.         | 94–82 v. Chr.           |
| Eochaid Airem                            | 131–116 v. Chr.         | 82–70 v. Chr.           |
| Eterscél Mór                             | 116–111 v. Chr.         | 70–64 v. Chr.           |
| Nuadu Necht                              | 111–110 v. Chr.         | 64–63 v. Chr.           |
| Conaire Mór                              | 110–40 v. Chr.          | 63–33 v. Chr.           |
| Interregnum                              | 40–33 v. Chr.           |                         |
| Lugaid Reo nDerg                         | 33–9 v. Chr.            | 33–13 v. Chr.           |
| Conchobar Abradruad                      | 9–8 v. Chr.             | 13–12 v. Chr.           |
| Crimthann Nia Náir                       | 8 v. Chr.–9 n. Chr.     | 12 v. Chr.–5 n. Chr.    |
| Cairbre Cinnchait                        | 9–14                    |                         |
| Feradach Finnfechtnach                   | 14–36                   | 5–25                    |
| Fiatach Finn                             | 36–39                   | 25–28                   |
| Fiacha Finnfolaidh                       | 39–56                   | 28–55                   |
| Elim mac Conrach                         | 56–76                   | 60–80                   |

### Hochkönige Irlands während der Römerzeit
| Legendäre Hochkönige                   | 76–458  | 80–448  |
| -------------------------------------- | ------- | ------- |
| Túathal Techtmar                       | 76–106  | 80–100  |
| Mal mac Rochraide                      | 106–110 | 100–104 |
| Fedlimid Rechtmar                      | 110–119 | 104–113 |
| Cathair Mór                            | 119–122 | 113–116 |
| Conn Cétchathach                       | 122–157 | 116–136 |
| Conaire Cóem                           | 157–165 | 136–143 |
| Art Mac Cuinn                          | 165–195 | 143–173 |
| Lugaid mac Con                         | 195–225 | 173–203 |
| Fergus Dubdétach                       | 225–226 | 203–204 |
| Cormac mac Airt                        | 226–266 | 204–244 |
| Eochaid Gonnat                         | 266–267 | 244–245 |
| Coipre Lifechair                       | 267–284 | 245–272 |
| Fothad Cairpthech und Fothad Airgthech | 284–285 | 272–273 |
| Fíachu Sraiptine                       | 285–322 | 273–306 |
| Colla Uais                             | 322–326 | 306–310 |
| Muiredach Tirech mac Fiachach          | 326–356 | 310–343 |
| Cóelbad                                | 356–357 | 343–344 |
| Eochaid Mugmedón                       | 357–365 | 344–351 |
| Crimthann mac Fidaig                   | 365–376 | 351–368 |
| Niall Noigiallach                      | 376–405 | 368–395 |
| Dathí                                  | 405–428 | 395–418 |
| Lóegaire mac Néill                     | 428–463 | 418–448 |

### Hochkönige Irlands im frühen Mittelalter
| Semi-historische Hochkönige                          | 463–831             |
| ---------------------------------------------------- | ------------------- |
| Ailill Molt                                          | 463–483             |
| Lugaid mac Lóegairi                                  | 483–507             |
| Muirchertach Mac Ercae                               | 508–534             |
| Túathal Máelgarb                                     | 534–544             |
| Diarmait mac Cerbaill                                | 544–565             |
| Domnall mac Muirchertach und Fergus mac Muirchertach | 565–566             |
| Ainmere mac Sétnai                                   | 566–569             |
| Eochaid mac Domnaill und Báetán mac Muirchertach     | 569–572             |
| Báetán mac Ninnedo                                   | 572–586             |
| Áed mac Ainmerech                                    | 586–598             |
| Áed Sláine und Colmán Rímid                          | 598–604             |
| Áed Uaridnach                                        | 605–612             |
| Máel Coba mac Áedo                                   | 612–615             |
| Suibne Menn                                          | 615–628             |
| Domnall mac Áedo                                     | 628–642             |
| Cellach und Conall Cóel                              | 642–658 und 642–654 |
| Diarmait Ruanaid und Blathmac                        | 658–665             |
| Sechnasach                                           | 665–671             |
| Cenn Fáelad                                          | 672–675             |
| Fínnachta Fledach                                    | 675–695             |
| Loingsech                                            | 695–703             |
| Congal Cennmagar                                     | 705–710             |
| Fergal mac Máele Dúin                                | 710–722             |
| Fógartach                                            | 722–724             |
| Cinaed                                               | 724–727             |
| Flaithbhertach                                       | 727–734             |
| Áed Allán                                            | 734–743             |
| Domnall Midi                                         | 743–763             |
| Niall Frossach                                       | 763–770             |
| Donnchad Midi mac Domnaill                           | 770–797             |
| Aed Oirdnide mac Neill                               | 797–819             |
| Conchobar mac Donnchada                              | 819–833             |
| Niall Caille mac Áeda & Feidlimid mac Crimthain      | 833–845 838–841/847 |